# Bom Princípio
Bom Princípio (németül Winterschneiss) egy község (município) Brazília Rio Grande do Sul államában, a Caí folyó völgyében. Népességét 2021-ben 14 446 főre becsülték.

## Története
A helyet a 19. század elején Serrarianak nevezték, a Feijó család birtokának részét képezte. A vidéket ekkor még sűrű erdő borította, ahol kaingang őslakosok vágtak csapásokat. 1846-ban a németországi Klüsserath városából érkező Johann Wilhelm Winter (portugálosítva João Guilherme Winter) nagy területet vásárolt a Caí folyó és a Forromeco patak mellett Thereza Feijó özvegyasszonytól. A helyet kezdetben Wintersohnschneissnak nevezték (portugálul Picada de Winter Filho), amely később Winterschneissra rövidült. Ezt a nevet máig használják Bom Princípio megnevezésére, főleg az idősebbek, annak ellenére, hogy nem szerepel hivatalos dokumentumokban.
Az indiánok támadásai jelentette veszély miatt a gyarmatosítás a folyó közelében fekvő telkek eladásával kezdődött, ahol a telepesek jobban meg tudták védeni lakhelyüket. A folyó közelsége azért is fontos volt, mert abban az időben ez volt az egyetlen járható útvonal, ahol a terményeket szállíthatták – az erdőben nem voltak utak, csak keskeny csapások, amelyeken nem lehetett szekérrel közlekedni. 1853-ban már 18 család élt itt. Ebben az évben vette fel a telep a Bom Princípio (jó kezdet) nevet Philip Jacob Selbach kereskedő javaslatára, hogy a településnek legyen portugál neve. A birodalom 1859-ben hivatalosan is elismerte a kolóniát, és ezzel együtt kötelezettségeket támasztott vele szemben (portugál nyelv használata az oktatásban, katolikus vallás kizárólagossága). 1879-ben São João de Montenegro község kerülete lett, majd 1955-ben São Sebastião do Caí kerülete.
Az 1960-as évek végéig a mezőgazdaság a kukorica, szója, lucerna termesztésére és sertés, szarvasmarha tenyésztésére alapozódott. Mivel ez nem volt túl jövedelmező, a gazdák új lehetőségek után néztek, és epret kezdtek termeszteni. Az első 200 palántát 1967-ben hozta Alfeu Groth szaporítás céljából, néhány éven belül pedig már százezer palánta volt és 103 tonna epret szüreteltek. Az 1980-as években Bom Princípiot már „az eper földjeként” ismerték (Terra do Moranguinho), a termelési technikák folyamatosan fejlődtek, a megművelt terület növekedett, a gyümölcsnek új piacokat találtak. Az eper fesztiválját 1986 óta rendezik meg.
Bom Princípio 1982-ben függetlenedett São Sebastião do Caítól és 1983-ban önálló községgé alakult.

## Leírása
Székhelye Bom Princípio, további kerületei nincsenek. A községközpont 62 kilométerre van Porto Alegretől. A gyümölcstermesztés mellett gazdaságában jelentős szerepe van az iparnak (fafeldolgozás, bútorkészítés).